# Давимука Людмила Федорівна
Людмила Федорівна Давимука (27 березня 1957, Чернігів) — українська співачка. Заслужена артистка України.
З 1989 — солістка оперної трупи Національної опери України, солістка державної чоловічої хорової капели ім. Л. Ревуцького, солістка Президентського оркестру, викладач
школи-інтернату для обдарованих дітей ім. М. В. Лисенка, солістка-вокалістка Державного духового оркестру Міністерства культури і мистецтв України. Нині — солістка&вокалістка Ансамблю пісні і танцю Прикордонних військ України.